# Bojdeuca lui Ion Creangă

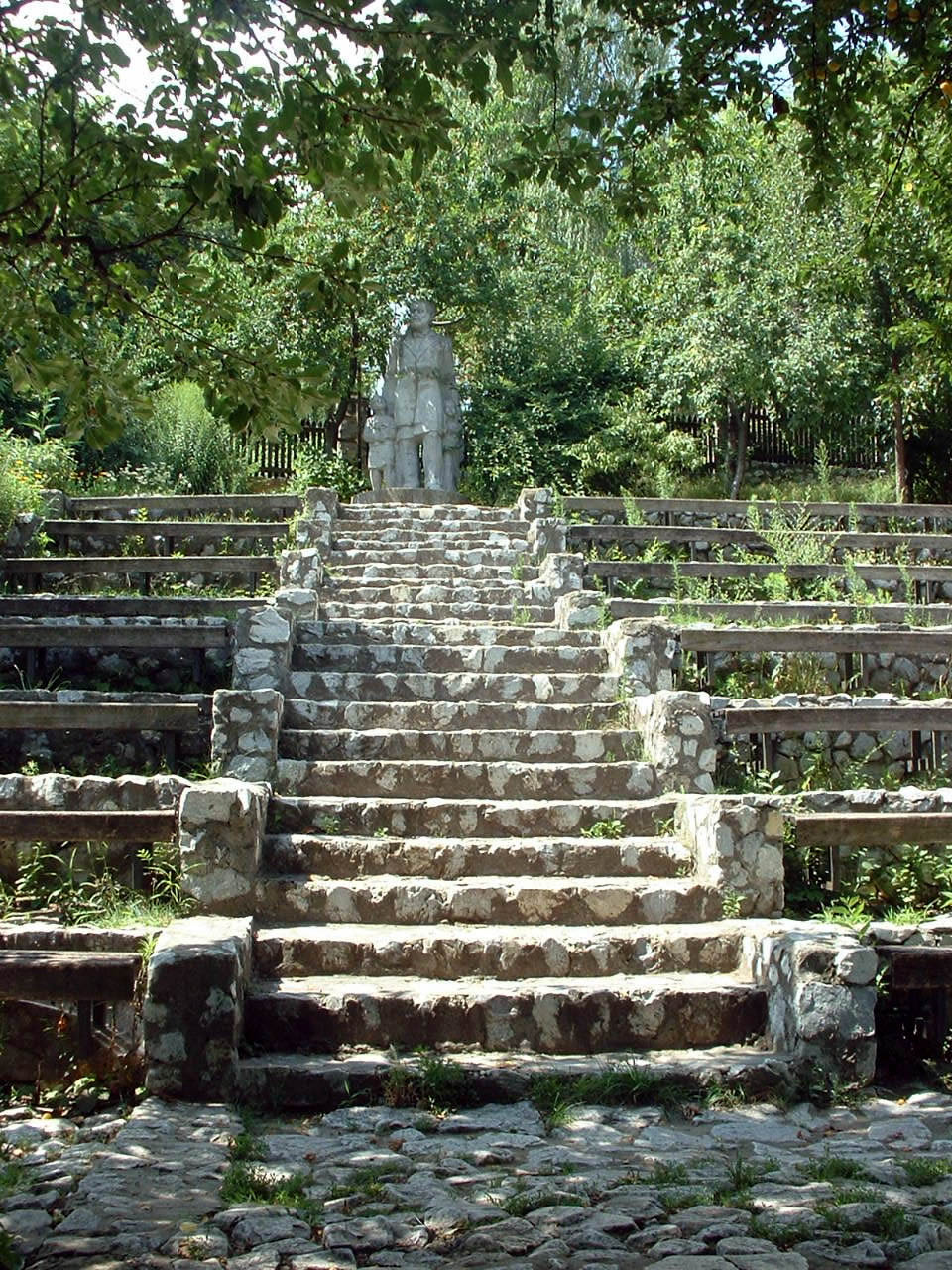
Statuia lui Ion Creangă din curtea bojdeucii

Bojdeuca lui Ion Creangă este o casă din cartierul Țicău, Iași, în care a locuit între anii 1872 și 1889 marele povestitor Ion Creangă. Pragul acestei case a fost trecut și de Mihai Eminescu, bun prieten al lui Creangă. Căsuța, având două camere dispuse de o parte și de alta a unui antreu, a devenit muzeu memorial la 15 aprilie 1918, restaurări având loc în anii 1942 și 1985. Casa este înscrisă în Lista monumentelor istorice, având codul  IS-IV-m-B-04328.
Bojdeuca lui Ion Creangă este prima casă memorială din România. Primul muzeograf care a prezentat Bojdeuca celor ce veneau să o viziteze a avut dreptul să locuiască în mica bucătărioară din stânga intrării, împreună cu soția, trei copii și bunica.
La vremea sa, Ion Creangă era recunoscut pentru faptul că la căsuța sa din Țicău deținea un grup destul de mare de pisici (aproximativ 30), iar fiecare purta câte un nume asociat unei persoane reale din viața sa. Spre exemplu, întotdeauna a avut o pisică pe nume Marioara ca și mătușa sa zgârcită din satul natal Humulești.